# Križ
Križ är en ort i Kroatien.   Den ligger i länet Zagrebs län, i den nordöstra delen av landet, 50 km öster om huvudstaden Zagreb. Križ ligger 121 meter över havet och antalet invånare är 1 914.
Terrängen runt Križ är platt. Runt Križ är det ganska glesbefolkat, med 47 invånare per kvadratkilometer. Närmaste större samhälle är Ivanić-Grad, 10,9 km väster om Križ. Omgivningarna runt Križ är en mosaik av jordbruksmark och naturlig växtlighet.